# Pic de Canalbonne
Le pic de Canalbonne (pic de Canalbona) est un sommet des Pyrénées situé sur la frontière entre la France et l'Espagne.
Son sommet principal culmine entre 2 960 et 2 966 m d'altitude, le pic oriental de Canalbonne (identifié comme le pic principal sur les cartes de l'IGN français) entre 2 914 et 2 917 m et la pointe sud de Canalbonne (ou pic de la Gardelha) entre 2 849 et 2 853 m. Le pic Rond de Canalbonne (Rodó de Canalbona) se trouve sur l'arête sud-est de la pique d'Estats à une altitude de 3 004 m et domine un des étangs de Canalbonne côté français.

## Toponymie

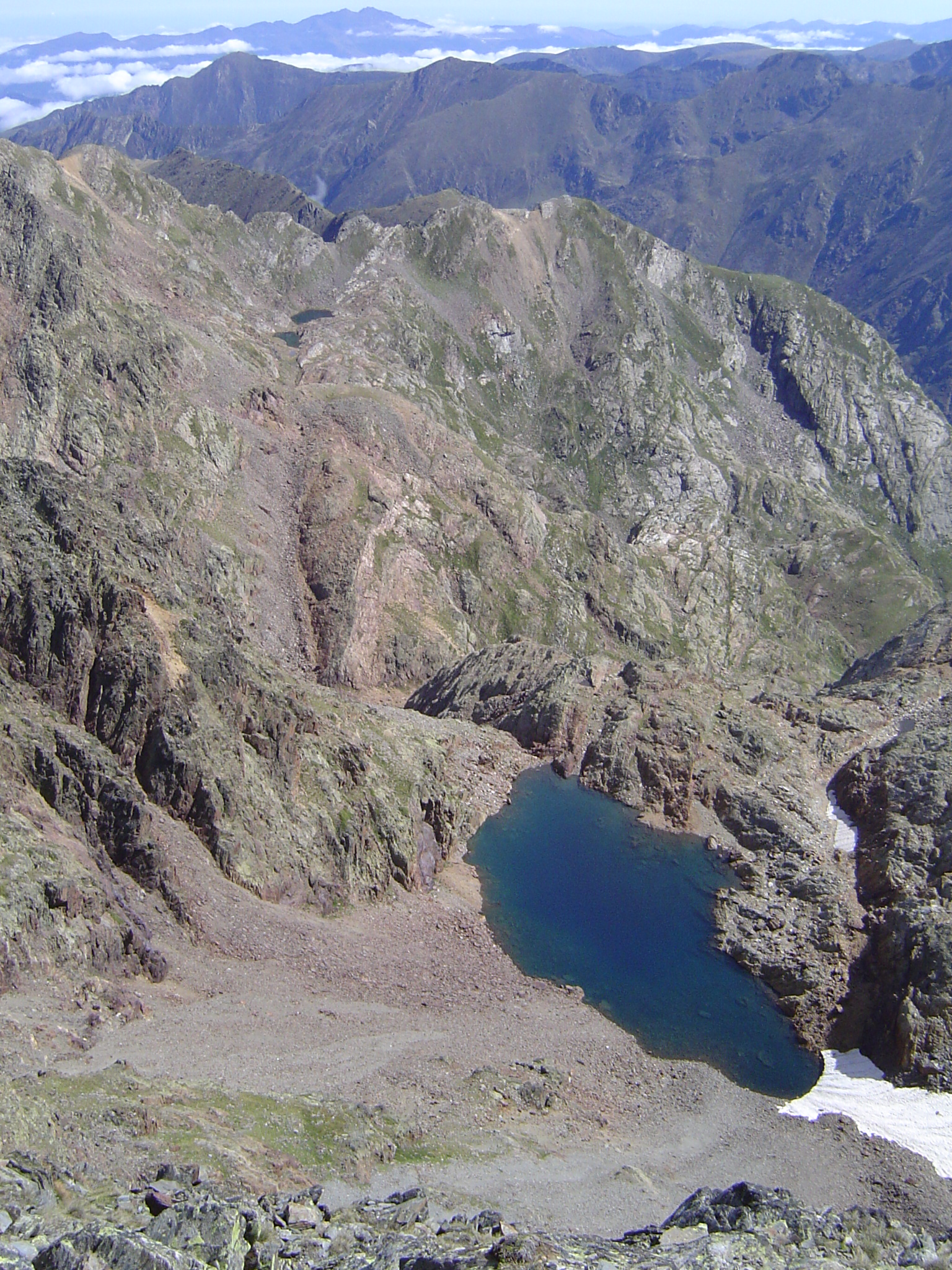
Vue de l'étang de Canalbonne (2503 m) sous le pic Rond de Canalbonne.

Canal (catalan) se traduit dans le milieu montagnard, suivant la taille, par « brèche, couloir, goulet, talweg ou vallon ».
Bona se traduit dans le contexte par « bon, doux, sympathique, rassurant ».
Quatre sommets comportent Canalbonne dans leur nom :
- le pic Rond de Canalbonne (Rodó de Canalbona) (3 004 m) ;
- le pic de Canalbonne (pic de Canalbona) (2 960 à 2 966 m) ;
- le pic oriental de Canalbonne (2 914 et 2 917 m) ;
- la pointe sud de Canalbonne (2 849 m).

De même, plusieurs étangs :

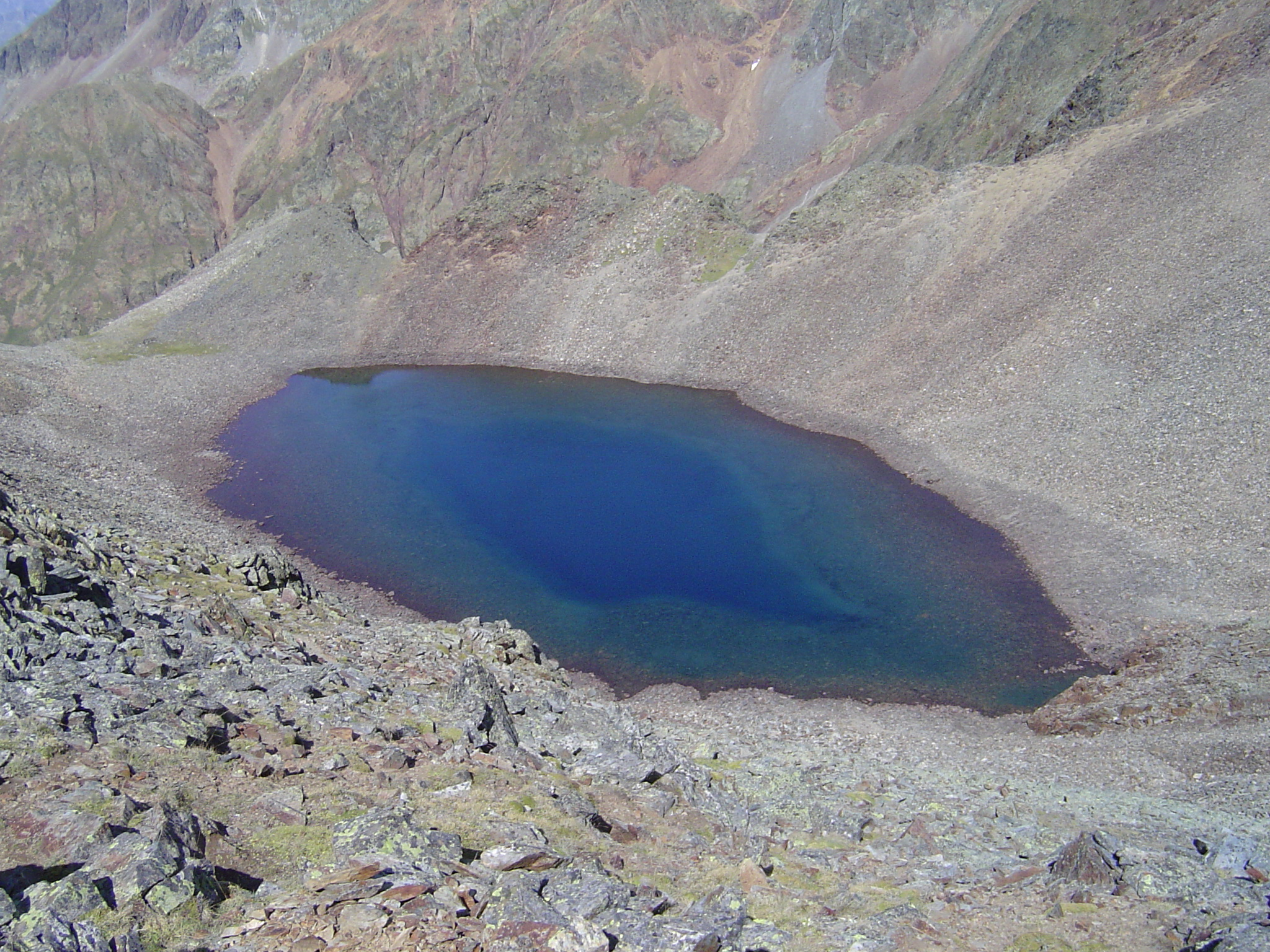
Vue de l'estanyol Occidental de Canalbona.

- côté français : deux étangs portent exactement le même nom étang de Canalbonne aux altitudes de :
  - 2 741 m pour celui se trouvant sous le pic rond,
  - 2 503 m pour celui niché sous la pointe sud de Canalbonne ;
- côté catalan, bassin drainant toute la crête de Canalbonne : estanyol occidental de Canalbona est le plus médiatisé.

## Géographie

### Topographie
Le sommet est situé en limite de la commune française d'Auzat dans le périmètre du parc naturel régional des Pyrénées ariégeoises et de la commune espagnole d'Alins (comarque de Pallars Sobirà) dans le périmètre du parc naturel de l'Alt Pirineu.
Il domine, côté français l'arête qui plonge dans l'étang de Soulcem via le pic de la Madelon à 2 120 m d'altitude, et côté espagnol, son propre vallon vers le sud et à l'ouest l'estany Fondo.

### Géologie
Le pic de Canalbonne est situé sur la chaîne axiale primaire des Pyrénées.
Du parking des orris du Carla, le paysage de cette crête de la vallée est très homogène morphologiquement. Ce sont des micaschistes avec des inclusions de granites et des filons de pegmatites. Le travail de polissage et de creusement de la glace, à la base de la pointe d'Argent (2 654 m), est très visible : les rochers sont très arrondis et polis. Cette forme caractéristique est dite moutonnée.

## Histoire
La haute vallée de Vicdessos, où se trouve le pic de Canalbonne, ne comporte pas d'accès aisé. Il y a eu des projets routiers au cours du XXe siècle. D'ailleurs, les lacets du projet de route liant la commune d'Auzat (France) à la station de ski d'Ordino Arcalís (Andorre) sont très visibles à partir des contreforts du pic de Canalbonne.

## Voies d'accès
Seuls des itinéraires de randonnée « haute montagne » permettent d'accéder au sommet.
Du côté français, le parking des orris du Carla se trouve à l'amont de l'étang de Soulcem. Le sentier démarre après la traversée du pont et des prés de pâturage. Assez raide, il est donc bien tracé et cairné dans les endroits plus plats. Deux orris sont habitables à l'altitude 1 925 m. La montée se poursuit jusqu'à un replat à l'altitude 2 469 m. Le sentier tourne vers le sud-est en direction des étangs supérieurs de la Gardelle que l'on n'atteindra pas car le sentier se dirige plein est vers l'étang de Canalbonne (2 503 m). C'est l'extrémité de l'itinéraire sur sentier indiqué sur la carte IGN Top 25 2148OT.
Au bout de ce dernier étang, les cairns indiquent au nord la montée vers l'arête, direction nord ouest, qui permet d'accéder à la frontière, puis au sommet, par des sentes qui s'écartent un peu du fil de l'arête (y compris côté catalan) et par un cheminement sur de larges plaques de schiste pouvant être raides.
Le panorama contient la pique d'Estats et le Montcalm mais aussi :
- le port de Rat et la vallée d'Arcalís, et les plus hauts sommets en Andorre ;
- les sommets des vallées de Vicdessos, de l'étang Fourcat et de Siguer[5].

Les deux dangers majeurs sont, en cas de pluie, l'herbe mouillée (le gispet) dans les pentes raides et/ou les plaques de schistes rendues glissantes, et les rafales de vent sur les crêtes.
L'accès au sommet par un itinéraire « hors sentier » présente l'avantage d'être très brut et sauvage.